# Kanton Sceaux
Kanton Sceaux is een voormalig kanton van het Franse departement Hauts-de-Seine. Kanton Sceaux maakte deel uit van het arrondissement Antony en telde 23.832 inwoners (1999).
Het werd opgeheven bij decreet van 24 februari 2014, met uitwerking in maart 2015.

## Gemeenten
Het kanton Sceaux omvatte de volgende gemeenten:
- Châtenay-Malabry (deels)
- Sceaux (hoofdplaats)